# 塔斯馬尼亞穀鰩
塔斯馬尼亞穀鰩（學名：Zearaja maugeanus），為軟骨魚綱鰩目鰩科穀鰩屬的一種，被IUCN列為瀕危保育類動物，分布於澳洲塔斯馬尼亞海域，为澳洲特有种，可以进入河口的淡海水交替区域。本魚體盤呈菱形，鼻子細長，腹孔邊緣發黑，背部表面幾乎均勻地呈現深灰色至棕色，帶有小而暗的白色斑點，尾部基部適度寬，向大背鰭方向逐漸變細，雄魚尾部有三排刺，而雌魚有五排，體長可達70.6公分，棲息在近海，為底棲性魚類，肉食性，卵生，生活習性不明。